# Lizos
 Lizos  es una comuna y población de Francia, en la región de Mediodía-Pirineos, departamento de Altos Pirineos, en el distrito de Tarbes y cantón de Pouyastruc.
Su población en el censo de 1999 era de 78 habitantes.
Está integrada en la Communauté de communes du Riou de Loulès.

## Demografía
| 48 | 62 | 90 | 109 | 103 | 78 |
| Para los censos de 1962 a 1999 la población legal corresponde a la población sin duplicidades (Fuente: INSEE [Consultar]) |    |    |     |     |    |